# Gemma Howell
Gemma Louise Howell (* 13. Januar 1990 in Stafford) ist eine ehemalige britische Judoka. Sie wurde Europameisterschaftsdritte 2018 und Europameisterin 2022.

## Sportliche Karriere
Gemma Howell war bis 2010 in der Gewichtsklasse bis 57 Kilogramm aktiv und trat dann von 2011 bis 2016 in der Gewichtsklasse bis 63 Kilogramm an. Von 2017 bis 2021 kämpfte die 1,65 m große Howell in der Gewichtsklasse bis 70 Kilogramm, 2022 kehrte sie in die Gewichtsklasse bis 63 Kilogramm zurück.
2008 gewann sie bei den Commonwealth-Meisterschaften. Im gleichen Jahr erhielt sie Bronzemedaillen bei den U20-Europameisterschaften, den Juniorenweltmeisterschaften und den U23-Europameisterschaften. Zwei Jahre später erreichte sie den siebten Platz bei den Weltmeisterschaften 2010 in Tokio. Ende 2010 gewann sie noch einmal Bronze bei den U23-Europameisterschaften.
2012 schied Howell bei den Olympischen Spielen in London in ihrem ersten Kampf gegen die Französin Gévrise Émane aus. 2015 erreichte sie bei den Europaspielen in Baku das Achtelfinale und unterlag dann der Schwedin Mia Hermansson.
2018 gewann Howell bei den Europameisterschaften in Tel Aviv ihre erste internationale Medaille seit 2010. Nachdem sie im Halbfinale gegen Kim Polling aus den Niederlanden unterlegen war, besiegte sie im Kampf um Bronze die Spanierin María Bernabéu. 2019 schied Howell bei den im Rahmen der Europaspielen in Minsk ausgetragenen Europameisterschaften im Achtelfinale gegen die Französin Margaux Pinot aus. Bei den 2021 ausgetragenen Olympischen Spielen in Tokio unterlag Howell in ihrem Auftaktkampf Marís Pérez aus Puerto Rico.
Nach dem Wechsel zurück in die tiefere Gewichtsklasse bis 63 Kilogramm erreichte Howell im Februar 2022 erstmals ein Finale bei einem Grand-Slam-Turnier. Beim Turnier in Tel Aviv belegte sie den zweiten Platz hinter der Japanerin Megumi Tsugane. Zwei Monate später bezwang sie bei den Europameisterschaften in Sofia im Viertelfinale die Niederländerin Geke van den Berg und im Halbfinale die Ungarin Szofi Özbas. Mit ihrem Finalsieg über die Kosovarin Laura Fazliu gewann Howell die Goldmedaille und damit ihren ersten bedeutenden Titel. Bei den Commonwealth Games 2022 in Birmingham erreichte Howell das Finale und erhielt die Silbermedaille hinter der Kanadierin Catherine Beauchemin-Pinard.
Im Dezember 2023 beendete Howell ihre Leistungssportkarriere.